# Ib Vagn Hansen
Ib Vagn Hansen (nascido em 4 de janeiro de 1926) é um ex-ciclista dinamarquês que representou o seu país nos Jogos Olímpicos de 1952, em Helsinque, onde terminou em sexto competindo nos 1000 m  de contrarrelógio.